# Yasmine De Leon
Yasmine De Leon (San José, California; 29 de octubre de 1983) es una actriz pornográfica estadounidense, de ascendencia afroestadounidense. Debutó en la industria pornográfica en 2009, con tan sólo 26 años

## Premios y nominaciones
| Año  | Premio      | Resultado | Categoría                         | Trabajo      |
| ---- | ----------- | --------- | --------------------------------- | ------------ |
| 2015 | Premios AVN | Nominada  | Mejor escena de doble penetración | Black Heat 2 |